# 第30回日本選手権競輪
第30回日本選手権競輪（だい30かい にほんせんしゅけんけいりん）は、1977年に一宮競輪場で行われた。

## 決勝戦
- 3月29日（火）

| 着順 | 車番 | 選手     | 登録地 |
| ---- | ---- | -------- | ------ |
| 1    | 8    | 小池和博 | 埼玉県 |
| 2    | 4    | 新井正昭 | 埼玉県 |
| 3    | 2    | 国持一洋 | 静岡県 |
| 4    | 9    | 桜井久昭 | 東京都 |
| 5    | 5    | 阿部利美 | 宮城県 |
| 6    | 7    | 菅田順和 | 宮城県 |
| 7    | 1    | 中野浩一 | 福岡県 |
| 8    | 6    | 田仲俊克 | 埼玉県 |
| 9    | 3    | 阿部良二 | 岩手県 |

- 配当 
  - 連勝単式 6－4　2110円

### レース概要
ジャンで、正攻法の位置に新井ー小池。以下、桜井、菅田ー阿部利、中野、国持、田仲、阿部良。正攻法位置から逃げる新井に対し、残りあと１周の決勝線通過後に中野が一気にカマシを放つが、阿部良も中野の動きに併せてスパートしたため、中野は後方に置かれてしまった。快調に逃げる新井に対し、４番手位置の菅田も追走に手いっぱい。直線で小池が新井をわずかに交わして優勝。新井が２着。国持が３着に入った。
| 日本選手権競輪       | 日本選手権競輪                  | 日本選手権競輪       |
| -------------------- | ------------------------------- | -------------------- |
| 前回 （1976年）      | 第29回日本選手権競輪 （1977年） | 次回（1978年）       |
| 第29回日本選手権競輪 | 第29回日本選手権競輪 （1977年） | 第31回日本選手権競輪 |